# Villeneuve-du-Latou
 Villeneuve-du-Latou  là một xã ở tỉnh Ariège, thuộc vùng Occitanie ở phía tây nam nước Pháp.